# Kenworth Mexicana
Kenworth Mexicana S.A. de C.V. es la primera empresa armadora de tractocamiones en México ubicada en Mexicali Baja California desde el año de 1959 Baja Californiadedicada a la fabricación y comercialización de tractocamiones y sus partes, fundada por Gustavo Vildósola Castro, siendo filial de Pacific Car and Foundry Company (Paccar) y su fábrica en Seattle Wa. que nació en 1923. Actualmente, su director comercial es Alejandro Novoa.

## Cronología
Kenworth mexicana nace en el país en el año de 1959 con la transformación primero de “Talleres Mecánicos Industriales el Águila”, que fabricaban implementos agrícolas y remolques para transportar algodón en la época del oro del algodón en el Valle de Mexicali. 
Luego integraron remolques para tractocamiones con alianza con la Utility Manufactuningde los Ángeles Ca. bajo el nombre de Utility-Vildosola. 
Posteriormente busca la construcción de tractocamiones y es recomendado por Utility a PACCAR, propietaria de Kenworth Motor Truck Company y ese mismo año instalan la fábrica, construyen 10 unidades que se exportan a Perú.  
En 1970 se construye la nueva planta industrial que se convertiría en la más grande en su ramo en todo Latinoamérica y sobrevive a la devaluación de 1976 ya que Kenworth Mexicana  llega a exportar a países como Estados Unidos, Perú, Colombia, Nicaragua, Honduras, Australia e Israel.
En el 2008 obtiene la Copa Presidente PACCAR a la Calidad, un reconocimiento como la mejor planta Kenworth en el mundo y por segunda ocasión en el 2010.

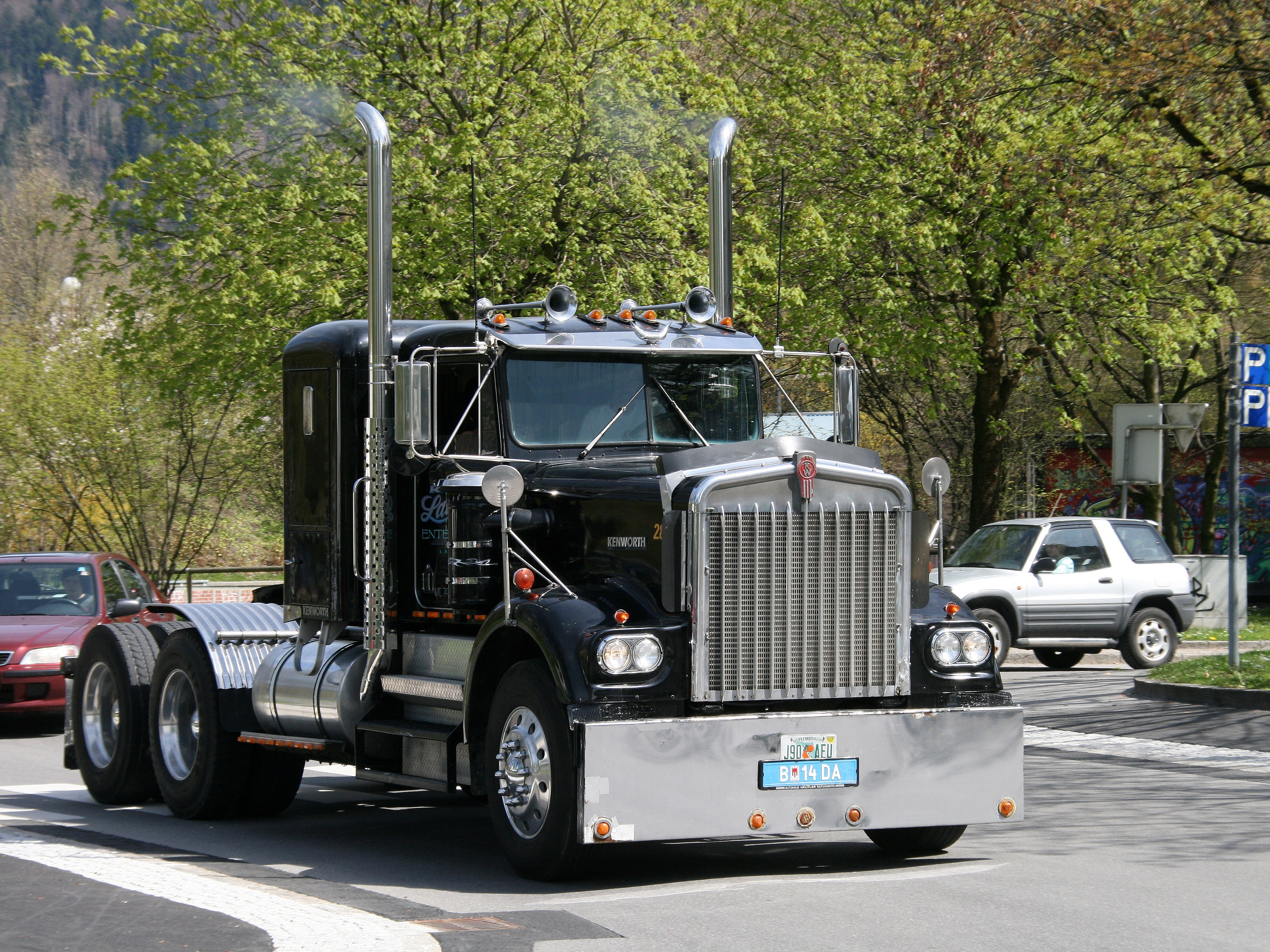
Kenworth W900.

## Camiones fabricados a lo largo de la historia
- W900
- Kenworth T800
- Kenworth T600
- T2000
- Kenworth T660
- Kenworth T680
- Kenworth C500
- Kenworth T400
- Kenworth K100
- Kenworth T450